# Ghostface Killah
Ghostface Killah, echte naam Dennis Coles (New York, 9 mei 1970) is een Amerikaanse rapper. Hij is lid van de hiphop-groep Wu-Tang Clan.
Hij heeft zijn naam overgenomen van een figuur uit de film Ninja Checkmate ook wel 'The Mystery of Chessboxing' (dit is ook de titel van een nummer van de Wu-Tang Clan op het album Enter the Wu-Tang (36 Chambers). Na de doorbraak en het grote succes van de Wu-Tang Clan begon Ghostface Killah ook aan een solocarrière, die uiteindelijk een van de meest succesvolle werd van de hele groep. Zijn eerste solo-album dat in 1996 uitgebracht werd (Ironman) werd platina in de Verenigde Staten. In 2002 zingt hij Thrilla voor de Franse dancegroep Cassius.

## Discografie
Albums
- Ironman (1996)
- Supreme Clientele (2000)
- Bulletproof Wallets (2001)
- The Pretty Toney Album (2004)
- Fishscale (2006)
- More Fish (2006)
- The Big Doe Rehab (2007)
- Ghostdini: Wizard of Poetry in Emerald City (2009)
- Apollo Kids (2010)
- Twelve Reasons to Die (2013)
- 36 Seasons (2014)
- Twelve Reasons to Die II (2015)

- Bibliothèque nationale de France: cb139828908 (data)
- Gemeinsame Normdatei: 135020085
- International Standard Name Identifier: 0000 0003 6848 1747
- Library of Congress Control Number: no2002094016
- MusicBrainz: 3b39abeb-0064-4eed-9ddd-ee47a45c54cb
- Nationale Bibliotheek van Tsjechië: xx0001852
- Système universitaire de documentation: 160448654
- Virtual International Authority File: 85317707